# Pretty Boy Floyd (banda)
Pretty Boy Floyd es una banda de glam metal proveniente de Hollywood, California, Estados Unidos, formada en 1987. Son famosos por su debut musical en 1989, el álbum llamado Leather Boyz With Electric Toyz, y los dos sencillos que se desprendieron de él, "Rock and Roll" y "I Wanna Be With You".
La banda se desintegró en 1991, pero se reformó en 1995 grabando algunos discos desde entonces. Pese a no contar con la popularidad de la que gozaban a finales de los ochenta, la banda continúa en la escena musical "underground", grabando más discos.
En un momento Pretty Boy Floyd se vio envuelto en una disputa sobre los derechos de autor de su nombre, con una banda canadiense también llamada Pretty Boy Floyd. El grupo canadiense lanzó su debut "Bullets & Lipstick" el mismo año, pero después de un acuerdo negociado acordaron ceder el uso del nombre.

## Historia
"Leather Boyz with Electric Toyz" es el álbum debut de la banda. Alcanzó el puesto # 130 en la tabla de los Estados Unidos Billboard en 1989. Fue lanzado en MCA Records, y fue producido por Howard Benson, que pasaría a tener una carrera de producción en los años 90 y más allá, trabajando con Hoobastank, entre muchos otros.
Dos singles, videos promocionales y el acompañamiento fueron lanzados del álbum, "Rock and Roll (Is Gonna Set the Night on Fire)" y "I Wanna Be With You", que ganó la rotación en MTV. Ellos también tuvieron éxito en Europa en ese momento, por ser el tema de portada de la revista de Hard Rock Kerrang el 16 de diciembre de 1989. La banda recorrió el mundo y fueron reconocidos como los reyes de la Sunset Strip, rompiendo récords de asistencia en poder de Van Halen y orden. Su álbum llegaría a vender 750.000 copias en todo el mundo.
Lista de temas
- 1.Leather Boyz with Electric Toyz 4:48
- 2.Rock and Roll (Is Gonna Set The Night On Fire) 3:13
- 3.Wild Angels 5:08
- 4.48 Hours 2:59
- 5.Toast of the Town* 3:18
- 6.Rock and Roll Outlaws 2:33
- 7.Only the Young 3:51
- 8.The Last Kiss 2:39
- 9.Your Momma Won't Know 3:42
- 10.I Wanna Be With You 3:57

Las canciones extras se encuentran en "Leather Boyz with Electric Toyz" Relanzado. 
- 11.Slam Dunk (Bonus Track)
- 12.She's my baby (Bonus Track)
- 13.Two Hearts (Bonus Track)
- 14. Over the edge (Bonus Track)
- 15. I just wanna have something to do (Bonus Track, Cantado por Kristy Majors)

Pretty Boy Floyd fue banda sonora con los siguientes temas;
- 48 Hours "Karate Kid 3 El desafío final"
- Slam Dunk "Ellen Barkin"

Sin embargo, en ese momento MCA Records había dejado caer a la banda. En 1991, Luego de lanzar "A Little Too Hot For Hell" La banda se desintegró.
A finales de 1995 Pretty Boy Floyd se había reformado. Luego de 3 años, entraron en el estudio para grabar un EP de cinco canciones titulado " A Tale of Sex, Designer Drugs, and the Death of Rock N Roll". Luego de este disco viene los siguientes:
- Porn Stars - (1998)
- Size Really Does Matter - (2004)
- Live Hard, Live Fast (2007)

El 1 de marzo de 2008, Kristy Majors y Kari Kane se unieron a Steve Summers en el escenario de "The Knitting Factory" Hollywood, California. El 31 de diciembre de 2008, Forman "Reno's Chop Shop" en Dallas, Texas.
En 2009, la banda celebra el 20 aniversario del lanzamiento de "Leather Boyz with Electric Toyz" con una gira mundial.
La banda llevó a cabo conciertos en Estocolmo, "Rock Out Festival 2010" y "The Hard Rock Hell IV" a finales de año.
El 5 de abril de 2010 El bajista original Vinnie Chas, Fallece. Una Tragedia y un gran dolor tanto para la banda como para los fanes. No con exactitud, pero creemos que Vinnie alcanzó a grabar "Kiss Of Death" EL disco tributo a la banda Kiss ya que su fecha de lanzamiento fue el 26 de octubre de ese mismo año. Descansa en paz Vinnie.
A partir de abril de 2011, Pretty Boy Floyd, ha anunciado un nuevo álbum de larga duración de todo el material original nuevo y una gira para promocionar el álbum. La banda también ha anunciado que Ben Graves (formalmente de Murderdolls y The Drug) ha sido contratado como el nuevo baterista, y la banda ha declarado que esta es "la mejor alineación que pretty boy floyd ha tenido alguna vez."
El 15 de junio de 2012, Pretty Boy Floyd se establece en el "Tour America Rocks" con Great White Jack Russell, Faster Pussycat, Lillian Axe y Bulletboys.

## Miembros originales
- Steve "Sex" Summers - Voz (Presente)
- Kristy "Krash" Majors - Guitarra (Presente)
- Vinnie Chas - Bajo (R.I.P)
- Kari Kane - Batería (Presente)

Actualmente la banda se compone con el guitarrista y el vocalista original, Troy Patrick Farrell a la batería, y Criss 6 al bajo.

## Discografía

### Álbumes de estudio
- Leather Boyz With Electric Toyz - (1989)
- A Little Too Hot For Hell - (1991)
- A Tale of Sex, Designer Drugs, and the Death of Rock N' Roll - (1998)
- Porn Stars - (1998)
- Size Really Does Matter - (2004)
- Live Hard, Live Fast (2007)
- Kiss Of Death - (2010)

### Álbumes en vivo
- Live At The Roxy - Wake Up Bitch - (1998)
- Live At The Pretty Ugly Club - (2001)

### Recopilatorios
- The Vault - Demos - (2002)
- The Vault II - Demos - (2003)
- Tonight Belongs to the Young - Demos - (2003)
- Dirty Glam - (2004)
- The Greatest Collection - The Ultimate Pretty Boy Floyd - (2004)
- Glam As F*ck - (vinilo) - (2009)